# Альметьевская епархия
Альме́тьевская епархия (тат. Әлмәт епархиясе) — епархия Русской православной церкви, объединяющая приходы в границах Азнакаевского, Актанышского, Альметьевского, Бавлинского, Бугульминского, Заинского, Лениногорского, Муслюмовского, Сармановского и Ютазинского районов Татарстана. Входит в состав Татарстанской митрополии.
Кафедральные соборы — Казанский в Альметьевске и Казанский в Бугульме.

## История
Образована решением Священного Синода от 6 июня 2012 года путём выделения из состава Казанской епархии (юго-восточные районы Татарстана) с включением её в состав новообразованной Татарстанской митрополии.

## Благочиния
Епархия разделена на 10 церковных округов:
- Азнакаевское благочиние (город Азнакаево)
- Актанышское благочиние (село Актаныш)
- Альметьевское благочиние (город Альметьевск)
- Бавлинское благочиние (город Бавлы)
- Бугульминское благочиние (город Бугульма)
- Заинское благочиние (город Заинск)
- Лениногорское благочиние (город Лениногорск)
- Муслюмовское благочиние (село Муслюмово)
- Сармановское благочиние (село Ляки)
- Ютазинское благочиние (посёлок городского типа Уруссу)

## Храмы и часовни

### Азнакаевский район
- храм Казанской иконы Божией Матери (г. Азнакаево);
- храм Сергия Радонежского (посёлок Актюбинский).

### Альметьевский район
- Кафедральный собор Казанской иконы Божией Матери (г. Альметьевск);
- храм Петра и Павла (г. Альметьевск);
- храм Рождества Христова (г. Альметьевск);
- храм Николая Чудотворца (г. Альметьевск);
- часовня Всех Святых (г. Альметьевск);
- храм Казанской иконы Божией Матери (с. Русский Акташ);
- Покровский храм (с. Верхний Акташ);
- храм Рождества Христова (с. Ямаши);
- храм Архангела Михаила (с. Тихоновка);
- храм Смоленской иконы Божией Матери (с. Бута);
- храм Святой Троицы (с. Новотроицкое);
- храм Николая Чудотворца (с. Новоникольск) (освящён 16 декабря 2012 года)[2];
- храм иконы Божией Матери «Всех скорбящих Радость» (с. Ближние Ямаши);
- храм иконы Божией Матери «Знамение» (с. Новомихайловка).

### Бавлинский район
- храм Серафима Саровского (г. Бавлы);
- храм Николая Чудотворца (с. Поповка) (освящён 29 декабря 2012 года)[3];
- храм Покрова Пресвятой Богородицы (с. Крым-Сарай).

### Бугульминский район
- Казанско-Богородицкая церковь (г. Бугульма);
- храм Серафима Саровского (г. Бугульма);
- храм Рождества Иоанна Предтечи (г. Бугульма);
- храм Георгия Победоносца (г. Бугульма);
- храм Космы и Дамиана (с. Малая Бугульма);
- храм иконы Божией Матери «Всех скорбящих Радость» (пос. Подгорный);
- храм Александра Невского (посёлок Карабаш);
- часовня Всех Святых при кладбище (с Соколка)[4].

### Заинский район
- Свято-Троицкий храм (г. Заинск);
- Крестовоздвиженская церковь (с. Старый Заинск);
- храм Вознесения Господня (с. Кара-Елга);
- храм Рождества Христова (с. Александровская Слобода);
- храм Вознесения Господня (с. Поповка);
- церковь Святой Троицы (с. Старый Токмак).

### Лениногорский район
- Свято-Троицкий храм (г. Лениногорск);
- храм Архистратига Михаила (с. Спиридоновка);
- храм Архистратига Михаила (с. Потапово-Тумбарла);
- храм Архистратига Михаила (с. Федотовка).

### Сармановский район
- храм Архистратига Михаила (посёлок Джалиль).

## Монастыри
С 2012 года ведётся работа по восстановлению и устройству Бугульминского Александро-Невского мужского монастыря, и. о. наместника которого назначен игумен Родион (Былин). Ведутся переговоры о возвращении православной церкви зданий, сохранившихся от Бугульминского Казанско-Богородицкого женского монастыря, в настоящее время занятыми СИЗО в городе Бугульме.
Монашеская община при храме иконы Божией Матери «Знамение» (Альметьевский район, село Новая Михайловка). Настоятель — иеромонах Хрисанф (Жарков).

## Епархиальные награды
В 2014 году Патриархом Московским и всея Руси Кириллом была утверждена медаль Альметьевской епархии «Достойно есть» двух степеней. Ею награждаются священно- и церковнослужители, монашествующие и члены приходских собраний Альметьевской епархии, а также государственные и общественные деятели за труды по возрождению храмов и монастырей на территории Альметьевской епархии, ревностную пастырскую и церковно-общественную деятельность.